# Eriopyga cracerdota
Eriopyga cracerdota är en fjärilsart som beskrevs av Dyar 1913. Eriopyga cracerdota ingår i släktet Eriopyga och familjen nattflyn. Inga underarter finns listade i Catalogue of Life.